# 千代田駅 (千葉県)
千代田駅（ちよだえき）は、千葉県山武郡千代田村（現：山武郡芝山町）にあった成田鉄道多古線の駅（廃駅）である。

## 歴史
- 1911年（明治44年）10月5日：千葉県営鉄道多古線 三里塚 - 多古間延伸開業時に駅開業。
- 1927年（昭和2年）
  - 4月1日：多古線が成田電気軌道に譲渡、同社の駅となる。
  - 5月13日：成田電気軌道が成田鉄道に改称。
- 1944年（昭和19年）1月11日：多古線の休止に伴い駅休止。
- 1946年（昭和21年）10月9日：多古線の廃線に伴い廃駅。

## 現況
跡地は成田国際空港の敷地に接しており、痕跡はほとんど残されていない。
現在の芝山鉄道線・芝山千代田駅から南に500 mほどの場所に位置していた。

## 参考書籍
- 今尾恵介 『地形図でたどる鉄道史 東日本編』（JTB 2000年、 ISBN 4-533-03422-5）
- 今尾恵介監修 『日本鉄道旅行地図帳3号 関東1』（新潮社 2008年、 ISBN 978-4-10-790021-0）